# Hepiopelmus variegatorius
Hepiopelmus variegatorius är en stekelart som först beskrevs av Georg Wolfgang Franz Panzer 1800.  Hepiopelmus variegatorius ingår i släktet Hepiopelmus och familjen brokparasitsteklar. Utöver nominatformen finns också underarten H. v. sachalinensis.